# Расследования авиакатастроф
«Расследования авиакатастроф» (англ. Mayday / Air Emergency / Mayday: Air Disaster / Air Crash Investigation) — канадский документальный телевизионный сериал, посвящённый расследованию различных авиационных катастроф и (реже) прочих авиапроисшествий, а также предпосылок и причин каждого инцидента. Сериал транслируется на телеканале «National Geographic Channel».

## Формат
Каждая серия сериала рассказывает об одной (реже двух, в спецвыпусках — от трёх до пяти) авиакатастрофе с участием одного или нескольких самолётов (7-я серия 3-го сезона, 7-я серия 20-го сезона и 10-я серия 22-го сезона посвящены катастрофе вертолёта, а 6-я серия 18-го сезона посвящена катастрофе космического аппарата). Серия начинается с исторической реконструкции, которая проводит зрителя от момента взлёта самолёта до момента катастрофы. Для восстановления картины произошедшего создатели сериала используют записи с бортовых самописцев, интервью очевидцев и выживших участников событий.
Вторая часть серии посвящена расследованию причин авиакатастрофы. В ней также используется историческая реконструкция, а также интервью со следователями и экспертами в этой области авиации. В конце приводятся окончательные выводы следственной комиссии и разбор ошибок экипажа, авиадиспетчера, производителя или обслуживающего персонала самолёта.
В отдельных сериях разъясняется, как можно было предотвратить катастрофу и что было сделано для того, чтобы подобные катастрофы не повторились.

## Список эпизодов
| Сезон | Сезон | Эпизоды | Оригинальная дата показа | Оригинальная дата показа |
| Сезон | Сезон | Эпизоды | Премьера сезона          | Финал сезона             |
| ----- | ----- | ------- | ------------------------ | ------------------------ |
|       | 1     | 6       | 3 сентября 2003          | 22 октября 2003          |
|       | 2     | 6       | 23 января 2005           | 27 февраля 2005          |
|       | 3     | 10      | 14 сентября 2005         | 7 декабря 2005           |
|       | 4     | 10      | 15 апреля 2007           | 17 июня 2007             |
|       | 5     | 10      | 9 апреля 2008            | 11 июня 2008             |
|       | 6     | 3       | 16 декабря 2007          | 2 марта 2008             |
|       | 7     | 8       | 4 ноября 2009            | 17 декабря 2009          |
|       | 8     | 2       | 10 июня 2009             | 17 июня 2009             |
|       | 9     | 8       | 8 сентября 2010          | 27 октября 2010          |
|       | 10    | 6       | 27 февраля 2011          | 28 марта 2011            |
|       | 11    | 13      | 12 августа 2011          | 13 апреля 2012           |
|       | 12    | 13      | 3 августа 2012           | 15 апреля 2013           |
|       | 13    | 11      | 16 декабря 2013          | 9 мая 2014               |
|       | 14    | 11      | 5 января 2015            | 2 марта 2015             |
|       | 15    | 10      | 4 января 2016            | 17 февраля 2016          |
|       | 16    | 10      | 7 июня 2016              | 13 февраля 2017          |
|       | 17    | 10      | 20 февраля 2017          | 10 октября 2017          |
|       | 18    | 10      | 13 февраля 2018          | 10 сентября 2018         |
|       | 19    | 10      | 7 января 2019            | 14 марта 2019            |
|       | 20    | 10      | 5 июня 2019              | 19 марта 2020            |
|       | 21    | 10      | 15 апреля 2021           | 17 июня 2021             |
|       | 22    | 10      | 6 января 2022            | 10 марта 2022            |
|       | 23    | 10      | 23 марта 2023            | 25 мая 2023              |
|       | 24    | 10      | 15 февраля 2024          | 18 апреля 2024           |
|       | 25    | 11      | 12 марта 2025            | TBA 2025                 |